# Kanjar Ro
Kanjar Ro è un super criminale immaginario dell'Universo DC. Comparve per la prima volta in Justice League of America vol. 1 n. 3 (febbraio 1961) in una storia dal titolo "The Slave Ship of Space". Fu creato da Gardner Fox e Mike Sekowsky.

## Biografia del personaggio
Kanjar Ro è il dittatore del pianeta Dhor nel sistema stellare di Antares, dove Dhor è costantemente in guerra contro altri tre mondi di Antares: Alstair, guidato dalla regina-pianta Hyathis, Mosteel, governato dal metallico Kromm, e Llarr, troneggiato dall'imperatore lucertola Sayyar. Nella sua prima comparsa, Kanjar Ro schiavizzò la Justice League of America con il suo Gong Gamma, e li utilizzò come guerrieri per sbarazzarsi degli altri tre monarchi. La League riuscì a liberarsi dal suo controllo, e dopo averlo sconfitto, lo recluse insieme agli altri tre monarchi su un piccolo pianeta.
Ro evase, e successivamente tentò numerose volte di conquistare il pianeta Rann, creando l'alleanza tra la League e Adam Strange. Uno di questi tentativi infine si dimostrò un successo, e nello stesso tempo, uno dei monarchi suoi rivali conquistò Thanagar. Tutto ciò causò la prima guerra tra Rann e Thanagar.
Dopo la Crisi sulle Terre infinite, Kanjar Ro venne reintrodotto in Hawkworld come burocrate di punta nel Ministero Thanagariano degli Affari Alieni. Questa posizione ebbe originariamente luogo prima di Justice League of America vol. 1 n. 3, ma fu successivamente rivelato che si svolse nel presente. L'origine pre-Crisi di Ro esisteva ancora, però, dato che il suo Gong Gamma era tenuto nella sala dei trofei nella Torre di Guardia della JLA.

### Status corrente
Kanjar Ro ricomparve successivamente sia in Superman che in JLA vol. 3, tentando di conquistare i pianeti con la forza o con l'inganno. La sorella di Kanjar Ro, Kanjar Ru, comparve in Valor come custode della prigione Starlag II. Kanjar Ro fu recentemente menzionato in Justice League of America n. 4 per essere passato da Black Lightning. Comparve poi in Justice League of America n. 19 sul pianeta Cygnus 4019, che sarebbe poi divenuto il pianeta prigione per i super criminali della Terra. Dopo aver tentato di catturare la League (che tornò per controllare i prigionieri) rivelò che aveva in mente di controllare i criminali una volta che questi fossero giunti sul pianeta, e redigere poi i loro raggi di teletrasporto altrove.

### Trinity
Kanjar Ro comparve in Trinity, travestito da Despero, al fine di prenderne il posto in un rituale che prese le posizioni di "pietre miliari dell'universo" da Superman, Batman e Wonder Woman. Anche se il rituale andò a buon fine, garantendo a Morgana le Fey e ad Enigma un grande potere, Kanjar non ne ricavò nulla, a causa del suo inganno. Scoperto, tentò la fuga seminando Morgana ed Enigma, ma venne fermato da un collerico Despero. Barattò l'ubicazione dell'allora imprigionato Sindacato del Crimine d'Amerika in cambio della sua clemenza; dopo di ciò, venne ignorato quando domandò vendetta contro Morgana, e venne portato quindi alla base polare di Krona, da cui cercò di contattare gli eroi via radio perché lo salvassero dalla distruzione che Krona aveva in mente per la Terra. Alla fine, non appena le Lanterne Verdi presero in custodia la massiccia armata di alieni di Despero, rivelò di aver copiato i file e le note di Krona e che era pronto a venderle al migliore offerente, in stretto accordo con la tipica avidità mostrata durante la serie. Lo si vide infine pronto a scappare di nascosto dalla flotta in rotta verso il pianeta prigione di Takron-Galtos.

### Eclissi di smeraldo
Kanjar Ro fu poi visto nelle celle scientifiche di Oa, e fu presente durante l'evasione di massa. Restio al venire ucciso dai prigionieri in rivolta, Kanjar fece un accordo con Kyle Rayner, offrendo aiuto nel calmare la ribellione in cambio della clemenza per il suo caso. Questo patto salvò la vita di Kanjar; i Guardiani ordinarono alle Lanterne Alpha di uccidere ogni prigioniero evaso, e Kyle riuscì a convincere i Guardiani a risparmiare la vita di Kanjar per aver aiutato le Lanterne Verdi durante la rivolta.

### R.E.B.E.L.S.
Dopo essere stato, si presume, rilasciato da Oa, Kanjar Ro ritornò su Dhor e riprese il suo ruolo di governante del pianeta proprio nel momento in cui Starro il Conquistatore cominciò la sua ultima conquista. Vril Dox procedette ad erigere un campo di forza, arrestando la diffusione dell'invasione di Starro, ma intrappolando anche un numero di pianeti con Stelle conquistatrici, Dhor e Kanjar Ro inclusi. Lo si vide poi dire a Dox che lui "avrebbe considerato" la richiesta di Dox per la richiesta d'aiuto al fine di fermare Starro. Dopo aver terminato la loro comunicazione, numerosi membri dei R.E.B.E.L.S. specularono sull'idea che Kanjar aveva già fatto un accordo con Starro per salvarsi, piuttosto che unirsi alla squadra di Dox. Tuttavia, Kanjar Ro andò in cerca dell'aiuto dei R.E.B.E.L.S. quando l'orda di Starro cominciò l'invasione anche su Dhor, ma gli fu negato dal Dominatore Xylon. Quando Kanjar andò in cerca del suo vecchio Gong al fine di fermare l'orda, il generale Smite di Starro lo fece a pezzi. Non appena Smite stava per uccidere Kanjar, Adam Strange, che aveva appena udito la richiesta d'aiuto di Dox, teletrasportò subito Kanjar Ro e sé stesso con i suoi raggi zeta sulla base temporanea dei R.E.B.E.L.S. Si scoprì in quel momento che Dox aveva originariamente inviato Strange a ritrovare il Gong di Ro, non il suo inventore, che Dox scoprì come un "idiota tremante". Nondimeno, Kanjar Ro è correntemente un membro della squadra dei R.E.B.E.L.S.

## Poteri e abilità
Kanjar Ro è un acuto stratega e può contare su una gamma di armi aliene altamente avanzate. Porta con sé un'asta energetica che gli permette di levitare e comunicare nell'iper-spazio, e un Gamma Gong che può paralizzare gli altri quando viene colpito.

## Altre versioni
- Kanjar Ro comparve nel fumetto tratto dalla serie animata Justice League Unlimited. Comparve nel n. 4.
- Nel fumetto Green Lantern, una razza aliena chiamata "Laroo" hanno una somiglianza stretta con Kanjar Ro, eccetto il fatto che la loro pelle è blu.
- Capitan Carota e la sua Stupefacente Squadra Zoo hanno un nemico simile a Kanjar Ro, chiamato Kangar Ro, naturalmente un canguro.

## In altri media

### Televisione
- Kanjar Ro comparve nell'episodio "Nella notte più profonda" della serie animata Justice League. Kanjar Ro testimoniò al processo di John Stewart su Ajuris 5. Ro raccontò alla corte della distruzione di Ajuris 4 avvenuta quando Stewart lanciò un raggio dal suo anello verso il nucleo del pianeta, quando Kanjar Ro venne catturato. Con la sua testimonianza, la corte sentenziò l'arresto di John Stewart per la distruzione del pianeta. Fortunatamente, la Justice League seppe di ciò e andò ad interrogare Ro sul come John avesse distrutto il pianeta. Scoprirono che Ajuris 4 era ancora intatto, ma coperto grazie ad un'enorme macchina crea-ologrammi posizionata proprio sulla Luna di Ajuris 4. Dopo essere stato sconfitto dalla Justice League durante un combattimento su Ajuris 5, Kanjar Ro non disse niente e tentò di fuggire con la sua nave spaziale, ma venne fermato. La JLA portò Kanjar Ro alla corte e salvò sia John Stewart che Flash dalla camera a gas. Dopo che Hawkgirl distrusse la macchina degli ologrammi, rivelando alla corte che Ajuris 4 era ancora intatto, Kanjar Ro fu brevemente interrogato da Stewart sui motivi del suo tradimento verso la Lanterna Verde per la distruzione di Ajuris 4. Kanjar Ro gli disse che il piano della distruzione del pianeta era stata messa in atto dai Manhunters per incolparlo, così che avrebbero potuto distruggere Oa. Dopo di ciò, Kanjar Ro venne tenuto sotto custodia intergalattica.
- Kanjar Ro comparve nell'episodio "Rise of the Blue Beetle!" della serie animata Batman: The Brave and The Bold[7]. Fu il nemico alieno del Blue Beetle precedente anni prima, e volle sconfiggere anche questo erede utilizzando un Gong Gamma emettitore di suoni, a cui lo scarabeo dell'eroe era vulnerabile. Ritornò allo stesso pianeta per catturare gli alieni Gribbles poiché i loro corpi potevano essere utilizzati come carburante. Durante il combattimento contro Batman e Blue Beetle, riuscì a trovare un modo per strappare lo scarabeo dal corpo di Jaime e indossarlo al suo posto nel combattimento contro Batman. Kanjar Ro venne sconfitto da Blue Beetle quando Batman lo distrasse quel tanto che bastò perché Jaime utilizzasse il Gong per riprendersi il suo scarabeo. Nell'episodio "The Super-Batman of Planet X", Kanjar Ro comparve al fianco dei suoi Pirati Spaziali. Vennero fermati da Batman, dai Metal Men e dal Dr. Milton Magnus.

### Film
- Kanjar Ro comparve nel film animato della DC Lanterna Verde: Prima missione, doppiato in originale dall'attore Kurtwood Smith. Questa versione aveva delle caratteristiche facciali molto più simili a quelle di un polpo e aveva una natura insettoide, in quanto era provvisto di ali e poteva volare. Nel film, lavora al fianco della Lanterna Verde rinnegata Sinestro al fine di ritrovare "l'elemento giallo", un cristallo polarmente opposto all'elemento verde che alimenta la Batteria del Potere Centrale di Oa. Il piano di Sinestro era quello di usare Kanjar Ro perché convincesse i Guerrieri di Qward nella creazione di un'arma per Sinestro che egli potesse utilizzare per uccidere Kanjar Ro e incolpare Hal Jordan. Dopo averlo ucciso, Sinestro lo rianimò nella stanza dell'obitorio riconnettendo le sue sinapsi perché gli rivelasse dove si trovasse Qward.